# Führungselement
In der mechanischen Technik ermöglichen Führungselemente, dass ein Körper oder ein Punkt eines Körpers auf einer vorgegebenen Bahn verschoben (geführt) wird.
- Im einfachen Fall dreht sich ein Körper in einem Radiallager. Jeder seiner Punkte wird auf einer Kreisbahn geführt, z. B. ein Rad, eine Schwinge, eine Kurbel oder ein Pendel. Siehe auch Rundführung.
- Führungen auf krummen – auch räumlich krummen – Linien sind mit Hilfe von Koppelgetrieben möglich. Die Beliebigkeit der Linienform ist als Koppelkurve (= Kurve eines Punkts der Koppel) größer, wenn nur die Bahn eines Punktes des Körpers vorgegeben wird. Lenkergeradführungen sind Koppelgetriebe, bei der ein Punkt der Koppel auf einer annähernd geraden Linie geführt wird.
- Führungen auf einer exakt geraden Linie werden mit einem Linearlager – auch Linearführung genannt – ermöglicht. Schienen – auch die Schienen von Schienenfahrzeugen – sind die allgemeine Form eines linearen Führungselements. Siehe auch Schienenführung.

Gemäß einer allgemeineren Definition haben „Führungselemente die Aufgabe, mechanische Größen, wie Weg, Geschwindigkeit, Beschleunigung, Drehmoment, Leistung und weitere möglichst verlustfrei weiterzuleiten“. Daraus ergibt sich die Aufteilung in Lagerelemente für Drehungen und solche für Längsbewegungen; Achsen und Wellen werden als die „eigentlichen“ Führungselemente bezeichnet.
In einer einschränkenden Definition sind Führungen „…, von Ausnahmen abgesehen, Geradführungen.“
Die beiden Hauptgruppen der Führungselemente sind Lager und Gelenk.